# إسطركناوية
الإسطركناوية (الاسم العلمي:Strychneae) هي قبيلة من النباتات تتبع الفصيلة اللوغانية من رتبة الجنطيانيات.

## أجناس الإسطركناوية
- الإسطركن
- النوبرغية Neuburgia
- الغاردنرية Gardneria